# Uwe Ludewig
Uwe Ludewig (* 26. Juni 1967 in Helmstedt) ist ein deutscher Agrarwissenschaftler insbesondere der Pflanzenphysiologie und Direktor des Instituts für Kulturpflanzenwissenschaften an der Universität Hohenheim.

## Leben und Wirken
Dem Schulbesuch in Braunschweig folgte das Studium der Physik insbesondere der Biophysik an der TU Braunschweig und der Georg-August-Universität Göttingen, das er 1992 mit seiner Diplomarbeit am Max-Planck-Institut für biophysikalische Chemie, Abt. Membranbiophysik, abschloss.
Ein Aufbaustudium Molekularbiologie an der Universität Hamburg (1997) und die Promotion zur Funktion und Struktur von Chloridkanälen bei Thomas Jentsch schloss er mit dem Dr. rer. nat. 1996 ab.
Nach einem Auslandsaufenthalt mit einem EMBO-Postdoc-Stipendium an der Universität Sevilla, Spanien bei Jose Lopes-Barneo, wechselte er an die Universität Tübingen zu Wolf Frommer.
2002 wurde Ludewig Juniorgruppenleiter am Zentrum für Molekularbiologie der Pflanzen, der Universität Tübingen  mit Habilitation 2007, und der Venia legendi für Pflanzenphysiologie. 2009–2010 übernahm er eine Vertretungsprofessur an der Technischen Universität Darmstadt, 2010 folgte er dem Ruf als Professor für Ernährungsphysiologie der Kulturpflanzen im Institut für Pflanzenernährung der Universität Hohenheim. Seit Umbenennung in Institut für Kulturpflanzenwissenschaften ist er geschäftsführender Direktor des Institutes.

## Mitgliedschaften und Engagements
- Deutsche Gesellschaft für Pflanzenernährung (DGP, Beiratsmitglied)
- Deutsche Botanische Gesellschaft (DBG)

## Forschung und Publikationen
Ludewig forscht und lehrt in der molekularen Pflanzenernährung. Dieses Forschungsfeld beschäftigt sich mit den genetischen und molekularen Grundlagen der Aufnahme und Verteilung von Nährstoffen in der Pflanze. Zentrales Interesse gilt der Aufnahme, Perzeption und Regulation des Ammoniumtransports, der Stickstoff- und Phosphornutzung in Kulturpflanzen und der besonderen Rolle einzelner Mikronährstoffe.
Seit dem Jahr 2000 ist das Institut an fünf EU-finanzierten Projekten beteiligt und beschäftigt Studenten und Doktoranden aus mehr als zehn Ländern. Ludewig ist ein vielfach nachgefragter Redner bei Fachkongressen und Mitglied im Biofector Leitungsgremium; zusammen mit seinen Mitarbeitern hat er mehr als 50 Publikationen verfasst.